# Peter Thiel
Peter Andreas Thiel (Francoforte sul Meno, 11 ottobre 1967) è un imprenditore e politico statunitense di origine tedesca.
Insieme a Max Levchin ha fondato il servizio di pagamento online PayPal ed è stato per un certo periodo amministratore delegato dell'azienda fino alla sua vendita a eBay nel 2002 per 1,5 miliardi di dollari. Thiel è stato il primo investitore esterno della società di social media Facebook quando ha acquisito una partecipazione del 10,2% nella società per 500.000 dollari nell'agosto 2004. Ha poi venduto la maggior parte delle sue azioni di Facebook per oltre 1 miliardo di dollari nel 2012, ma rimane nel consiglio di amministrazione.
È stato poi coinvolto nella fondazione di diverse altre società, tra cui Mithril Capital Management, Valar Ventures – di cui è anche CEO – e Palantir Technologies. Thiel è presidente dell'hedge fund Clarium Capital a San Francisco, partner della società di venture capital Founders Fund a New York e dal 2015 al 2017 partner part-time di Y Combinator Miliardario, a luglio 2024 Thiel aveva un patrimonio netto stimato di 11,2 miliardi di dollari ed era classificato al 212° posto nel Bloomberg Billionaires Index.
Omosessuale, è uno dei pochi miliardari ad aver fatto coming out Thiel è un libertario conservatore che ha fatto donazioni sostanziali a figure e cause della destra americana. Attraverso la Thiel Foundation, Thiel governa gli enti di sovvenzione Breakout Labs e Thiel Fellowship, che finanziano la ricerca senza scopo di lucro sull'intelligenza artificiale, l'estensione della vita e il seasteading. Oltre alla cittadinanza degli Stati Uniti, Thiel conserva quella tedesca ed è cittadino anche della Nuova Zelanda dal 2011: cittadinanza concessa dopo che il quinto governo neozelandese era intervenuto in suo favore dopo che Thiel aveva trascorso 12 giorni non consecutivi nel paese, una frazione del normale requisito di residenza di 1.350 giorni necessari per la cittadinanza.

## Biografia
È nato nell'allora Germania Ovest da genitori tedeschi; a causa del lavoro del padre, Klaus, ingegnere chimico, la famiglia lo segue negli spostamenti da città e continente. Quando ha un anno, la famiglia si trasferisce a Cleveland, in Ohio, poi in Africa (dapprima in Sudafrica, quindi nell'attuale Namibia), dove Peter cambia sette scuole elementari. Primeggia a scuola e a 6 anni impara il gioco degli scacchi, divenendo in seguito uno dei primi dieci campioni d'America. A dieci anni la famiglia si trasferisce in California, a Foster City. Appassionato lettore di fantascienza (in particolare di Isaac Asimov e di J. R. R.Tolkien al punto che chiamerà sei delle sue società con nomi ispirati dal Signore degli anelli), è un allievo eccezionale, soprattutto in matematica. Al liceo scopre Ayn Rand, e diventa un ammiratore di Ronald Reagan.
Frequenta l'Università di Stanford, dove si laurea in Filosofia segue i corsi di René Girard di cui si ritiene allievo e consegue una specializzazione in Legge; quindi si trasferisce a New York e, dopo il tirocinio presso il giudice della Corte d'Appello degli Stati Uniti (Undicesimo Circuito) James Larry Edmondson, lavora come avvocato per Sullivan & Cromwell, fa il trader al Credit Suisse, prepara i discorsi dell'ex Segretario all'Istruzione William Bennett; nel 1996 torna in California, dove nel frattempo si è sviluppata l'industria dei computer e di internet. 

### PayPal
Inizia la carriera di venture capitalist dando vita a Thiel Capital Management e facendosi prestare un milione di dollari da parenti e amici. Il primo investimento di 100.000 dollari non va bene, ma ha l'opportunità di conoscere lo scienziato informatico Max Levchin, con il quale fonda nel 1998 la sua prima start-up, Confinity, un sistema crittografico per effettuare pagamenti via internet. Un anno più tardi Confinity diventa PayPal, che nel 2000 si fonde con X.com di Elon Musk; nel febbraio 2002 è quotata in Borsa. Nell'ottobre 2002 PayPal è venduta a eBay per 1,5 miliardi di dollari.

### Palantir
Nel 2003 Thiel fonda Palantir, società di analisi di dati utilizzata poi non solo dalle agenzie governative, dalla Cia all'FBI, ma anche da grandi aziende come Airbus e Fiat Chrysler: nel 2015 avrà una valutazione di 20 miliardi di dollari. Nel 2004 compra per 500.000 dollari il 10,2% di Facebook: entra nel consiglio d'amministrazione e ci resta anche dopo aver venduto quasi tutte le sue azioni nel 2012 per oltre un miliardo di dollari.

### Founders Fund
Nel 2005, dopo essere stato uno dei produttori del film Thank You for Smoking, crea Founders Fund, la società di venture capital con sede a San Francisco e che investe in start-up secondo la sua filosofia: investire in persone intelligenti che sappiano risolvere problemi difficili. Dall'aerospazio a internet, dall'intelligenza artificiale alla longevità. Nel suo portafoglio finiranno, oltre a Palantir, anche SpaceX (il più grande produttore privato di razzi, fondato da Musk con il progetto di portare gli uomini su Marte), Airbnb, Spotify e Lyft. Nell'ottobre 2017 finanzia 3TBioscences, una start-up specializzata nella ricerca di terapie per curare il cancro facendo leva sul sistema immunitario. Dal 2015 al 2017 ha collaborato con l'acceleratore di startup Y Combinator.

### Attività politiche

Peter Thiel mentre parla alla Convention nazionale repubblicana del 2016

Appartenente al Partito Libertario, ha appoggiato Ron Paul alle elezioni presidenziali statunitensi del 2008 e Mitt Romney a quelle del 2012. Membro del comitato direttivo del gruppo Bilderberg, nel 2016 ha appoggiato la candidatura di Carly Fiorina nella campagna per le primarie presidenziali del Partito Repubblicano, ma - dopo l'esclusione di Fiorina - è diventato sostenitore di Donald Trump, partecipando anche alla Convention del Partito Repubblicano di luglio, dove, come delegato della California, ha preso la parola in un discorso in cui si dichiara «fiero di essere gay» e, al contempo, «fiero di essere repubblicano», aggiungendo che, secondo lui, l'America era in declino perché aveva perso di vista i grandi problemi. Il 15 ottobre 2016 Thiel annuncia una donazione di 1,25 milioni di dollari a sostegno della campagna presidenziale di Trump. Dopo l'elezione di Trump, è stato nominato membro della sua squadra di transizione dell'amministrazione Trump.

## Vita privata
Thiel ha sposato il suo partner di lunga data Matt Danzeisen nell'ottobre 2017, a Vienna, in Austria. Danzeisen lavora come gestore di portafoglio presso Thiel Capital. Hanno una bambina.

## Opere
- Peter Thiel, David O.Sacks, The Diversity Myth: Multiculturalism and Political Intolerance on Campus, The Independent Institute, 1995
- Peter Thiel, Black Masters, Da zero a uno. I segreti delle startup, ovvero come si costruisce il futuro, Milano, Rizzoli Etas, 2015 ISBN 978 8817080460